# Wilfrid Hyde-White
Wilfrid Hyde-White, született Wilfrid Hyde White, (Bourton-on-the-Water, Gloucestershire, Egyesült Királyság, 1903. május 12. – Woodland Hills, Kalifornia, 1991. május 6.) brit (angol) színpadi és filmszínész. Számos jelentős filmalkotásban és televíziós sorozatban játszott, legismertebb szerepe Pickering ezredes, George Cukor 1964-es My Fair Lady című, többszörösen kitüntetett zenés filmjében.

## Élete

### Származása, tanulmányai
Apja William Edward White tiszteletes volt, a gloucesteri székesegyház kanonokja, anyja Ethel Adelaide Drought. Wilfrid az unokaöccse volt J. Fisher White (1865–1945) brit színpadi és filmszínész. Az általános iskola elvégzése után Wilfrid a gloucestershire-i Marlborough College-ban, majd a Royal Academy of Dramatic Art (RADA) színiiskolában tanult. Később úgy nyilatkozott: „Két dolgot tanultam meg a RADÁ-n: azt, hogy nincs színjátszó képességem, és azt, hogy ez nem számít.”

### Színészi pályája
1922-ban debütált egy londoni színpadon, majd a következő években igen sokat dolgozott színpadi színészként. 1932-ben Dél-Afrikában turnézott. A következő években jelentős klasszikus darabokban, játszott, 1951-ben George Bernard Shaw: Cézár és Kleopátra című drámájában, Shakespeare: Antonius és Kleopátra c. tragédiájában, Laurence Olivier és Vivien Leigh mellett. Dolgozott a New York-i Broadway színházban, itteni teljesítményéért kétszer jelöltek a legjobb férfi szereplőnek járó Tony-díjrara.
1932-ben kapta első apró filmszerepét. Először markáns mellékszerepeket játszott, így 1949-ben Crabbin szerepét A harmadik ember c. politikai-bűnügyi thrillerben, melyet Carol Reed rendező Graham Greene regénye alapján készített, Orson Welles és Joseph Cotten főszereplésével. 1954-ban játszott Gregory Peck mellett Ronald Neame rendező Egymillió fontos bankjegy filmjében, mely Mark Twain regényéből készült.
1959-ben testre szabott szerepet kapott a Folytassa, nővér! című kórházi vígjátékban, a lóverseny- és fogadásfüggő, önfejű és senkire tekintettel nem lévő Ezredest. 1969-ben szerepelt A csodatévő (The Magic Christian) című vígjátékban Peter Sellers mellett, 1978-ban a The Cat and the Canary című vígjátékban Honor Blackman és Edward Fox mellett. 1964-ben a George Cukor által rendezett My Fair Lady filmmusicalben eljátszhatta Pickering ezredes szerepét Audrey Hepburn und Rex Harrison mellett, ez meghozta számára a világhírt. Az 1965-ös Tíz kicsi indián című Agatha Christie-krimiben a főgonoszt, Cannon bírót alakította (rendezte George Pollock).
Az 1970-es évektől Hyde-White elsősorban amerikai tévéfilmekben és tévésorozatokban játszott. Állandó, rendszeres szereplője volt a Buck Rogers és a The Associates sorozatoknak, vendégszerepelt két Columbo-epizódban, és beszélt rádiós hangjátékokban.

### Magánélete
1927-ben feleségül vette a Glamorganshire-ből származó Blanche Glynne walesi színésznőt, születési nevén Blanche Hope Aitkent (1893–1946), aki jó tíz évvel idősebb volt férjénél. Egy fiuk született. Blanche Glynne 1946-ban, 53 éves korában elhunyt. Az özvegy Wilfrid Hyde-White 1957-ben újra nősült, Ethel Drew színésznőt vette feleségül. Három gyermekük született, köztük Alex Hyde-White (1959), aki apjához hasonlóan színész lett. Wilfrid Hyde-White-ról az a hír járta, hogy szeret nagy lábon élni. 1979-ben a Honi Adóhatóságnál személyi csődöt jelentett.
Wilfrid Hyde-White 1991-ben hunyt el a kaliforniai Woodland Hills-ben, röviddel 88. születésnapja előtt, szívroham következtében.

## Főbb filmszerepei
- 1937: Elefántboy (Elephant Boy), komisszárius
- 1937: Bulldog Drummond titkos szolgálatban (Bulldog Drummond at Bay), Conrad
- 1938: Murder in the Family, Purvitt ingatlanügynök
- 1939: A nagy kaland (Over the Moon), Dwight szóvivő
- 1939: The Lambeth Walk, Lord Battersby
- 1943: Túlsó part (The Demi-Paradise), pincér az éjszakai klubban
- 1948: Bátyám, Jonathán (My Brother Jonathan ), Mr. Gaige
- 1949: Összeesküvők (Conspirator), Lord Pennistone
- 1949: Helter Skelter, Dr. B. Jekyll / Mr. Hyde
- 1949: A harmadik ember (The Third Man), Crabbin
- 1949: Férfi az Eiffel tornyon (The Man on the Eiffel Tower), Grollet professzor
- 1950: Utolsó vakáció (Last Holiday), Chalfont
- 1950: Trió (Trio), Mr. Gray
- 1951: Felsőbb osztályba léphet (The Browning Version), Dr. Frobisher
- 1951: Göröngyös légi utak (No Highway), Fisher baleseti felügyelő
- 1954: Egymillió fontos bankjegy (The Million Pound Note), Roderick Montpelier
- 1954: Elárultan (Betraed), Charles Larraby tábornok
- 1955: Quentin Durward kalandjai (Quentin Durward), Oliver mester
- 1956: Serdülő lányom (My Teenage Daughter), Sir Joseph
- 1958: Kéz kezet mos (Up the Creek), Foley admirális
- 1959: Folytassa, nővér! (Carry On Nurse), az Ezredes
- 1959: Az északnyugati határszél (North West Frontier), Bridie
- 1960: Szeressünk! (Let’s Make Love), George Welch
- 1961: Enyém, tied (His and Hers), Charles Lunton
- 1961: Ada, Sylvester Marin
- 1962: Lélekmentők társasága (Crooks Anonymous), Laurence Montague
- 1962: Grant kapitány gyermekei (In Search of the Castaways), Lord Glenarvan
- 1963: Alkonyzóna (The Twilight Zone), tévésorozat, Toby McKenzie
- 1964: My Fair Lady, Hugh Pickering ezredes
- 1965: Tíz kicsi indián (Ten Little Indians), Cannon bíró
- 1965: A felszámoló (The Liquidator), a főnök
- 1969: A csodatévő (The Magic Christian), Reginald K. Klaus százados
- 1969: Vidáman, vidáman (Gaily, Gaily), a kormányzó
- 1970: Az elátkozott őserdő (Skullduggery), Eaton
- 1972–1976: Columbo tévésorozat, 2 epizódban, Kittering / Tanner
- 1978: Csillagközi romboló (Battlestar Galactica), mozifilm, Sire Anton Anton
- 1978: Csillagközi romboló (Battlestar Galactica), tévésorozat, Sire Anton
- 1979: The Cat and the Canary, Cyrus West
- 1980: Istenben bízunk, avagy vallást akarunk (In God We Tru$t), Abbot Thelonious
- 1979–1980: The Associates, tévésorozat, Emerson Marshall
- 1981: Dick Turpin, tévésorozat, Appleyard kormányzó
- 1981: Tarzan, a majomember (Tarzan the Ape Man), klubtag
- 1982: Mi ketten (The Two of Us), tévésorozat, idős úr
- 1982: A kis terrorista és a játékszer (The Toy), Barkley
- 1983: Fanny Hill, Mr. John Barville

## Elismerései
- 1980: 37. Golden Globe-gála, Jelölés a Legjobb alakítás televíziós sorozatban díjra: a The Associates amerikai tévésorozatban nyújtott alakításért

## További információ
- Wilfrid Hyde-White a PORT.hu-n (magyarul)
- Wilfrid Hyde-White az Internetes Szinkronadatbázisban (magyarul)
- Wilfrid Hyde-White az Internet Movie Database-ben (angolul)
- Wilfrid Hyde-White a Rotten Tomatoeson (angolul)
- Wilfrid Hyde-White az AlloCiné weboldalán (franciául)
- Wilfrid Hyde-White Profile. Famousfix.com. (Hozzáférés: 2023. január 18.)
- ↑ AndrewRoss:  Andrew Ross. Carry On Actors: The Complete Who’s Who of the Film Series (angol nyelven). Fantom Publishing (2015). ISBN 1-906358-95-8
- ↑ RobertRoss:  Robert Ross. The Carry On Companion. London: B.T. Batsford (2002). ISBN 0-7134-8771-2
- Carry On Line: Official Website of the Carry On films Archiválva 2021. január 25-i dátummal a Wayback Machine-ben